# Pinehurst (Géorgie)
Pour les articles homonymes, voir Pinehurst.
Pinehurst est une ville américaine située dans le comté de Dooly, en Géorgie. Selon le recensement de 2020, sa population est de 309 habitants.